# Лубијара (Верона)
Лубијара је насеље у Италији у округу Верона, региону Венето.
Према процени из 2011. у насељу је живело 351 становника. Насеље се налази на надморској висини од 304 м.